# 長井昌言
長井 昌言（ながい まさのぶ、? - 明治6年（1873年））は、江戸時代末期（幕末）の旗本。官位は従五位下・筑前守。通称は五右衛門。

## 来歴
戸田氏栄の三男（桂三郎）で、長井昌純の娘・可年の婿養子。文久元年（1861年）小姓組番から使番となり、翌2年7月に目付となり、翌3年4月辞し、6月に神奈川奉行に就任した。同3年8月先手弓頭となる。9月には騎兵頭となり、従五位下・筑前守に叙任された。元治元年（1864年）堺町奉行となり、慶応元年（1865年）11月20日に京都東町奉行に任じられたが、幕末の混乱により着任できないまま12月に辞任し寄合となる。再び慶応3年7月に出仕し目付となるが、慶応4年（1868年）正月、勤使並寄合となる。知行地の下総国八木ケ谷村に移り、のちの戯作者で俳諧師や新聞記者でもある鶯亭金升が生まれた。のちに新政府に出仕して、工部省鉄道局の官吏となったが、明治6年に没した。墓所は品川区の本立寺。
長井氏の祖は斎藤別当実盛で長井庄に住し、長井姓を代々名乗った。屋敷は麹町裏二番町にあり、幕末期の長井氏の知行地は12箇所あり1652石。